# トッド類
トッド類（トッドるい、英:Todd class）とは、数学の中で特性類の代数的位相幾何学における理論の一部と考えられる特定の構造体である。ベクトル束のトッド類 はチャーン類理論によって定義することができ、チャーン類が存在するところで出現する。中でも微分位相幾何学における複素多様体理論と代数幾何学理論で最も顕著である。大雑把に言うと、トッド類 はチャーン類の逆数のように振る舞い、コノーマル束（conormal bundle）がノーマル束（normal bundle）になる際にチャーン類との関連が起こる。
トッド類 は、古典的なリーマン・ロッホの定理を、より高次元のヒルツェブルフ・リーマン・ロッホの定理やグロタンディーク・ヒルツェブルフ・リーマン・ロッホの定理へと一般化する際に基本的な役割を務める。

## 歴史
チャーン類が定義される前の1937年に、代数幾何学における特殊なケースの概念を紹介した、J. A. トッドからこの名前が付けられた。トッド類に関わる幾何学的な概念は、たまにトッド・エーガー類（Todd-Eger class）とも呼ばれる。 高次元における一般的な定義は、フリードリッヒ・ヒルツェブルフによるものである。

## 定義
トッド類 {\displaystyle \operatorname {td} (E)}を定義するためには、ここでEは位相空間X上の複素ベクトル束であるが、特性類理論の一般的な手法であるチャーン根（別名を、分裂原理）を使うことによって、通常は直線束のホイットニー和の場合にその定義を限定することができる。定義は以下、
{\displaystyle Q(x)={\frac {x}{1-e^{-x}}}=\sum _{i=0}^{\infty }{\frac {(-1)^{i}B_{i}}{i!}}x^{i}=1+{\dfrac {x}{2}}+{\dfrac {x^{2}}{12}}-{\dfrac {x^{4}}{720}}+\cdots }
{\displaystyle Q(x)^{n+1}}内の{\displaystyle x^{n}} の係数が1という性質を持つ形式的冪級数（formal power series）であり、ここで{\displaystyle B_{i}}はi番目のベルヌーイ数を表す。総乗内の{\displaystyle x^{j}}の係数を考えると
{\displaystyle \prod _{i=1}^{m}Q(\beta _{i}x)\ }
任意の{\displaystyle m>j}に対して。これは{\displaystyle \beta _{i}}内で対称、かつ重み  j が均質である。そこで、{\displaystyle \beta _{i}}の基本対称式 'p'における多項式{\displaystyle \operatorname {td} _{j}(p_{1},\ldots ,p_{j})} として表すことができる。その後に、{\displaystyle \operatorname {td} _{j}} をトッド多項式（Todd polynomials）と定義する。それらは、特性類の冪級数としてQ を持つ乗法列（Multiplicative sequence）を形成する。
仮にEがチャーン根としてαiを持つ場合、トッド類 は
{\displaystyle td(E)=\prod Q(\alpha _{i})}
これは"X"のコホモロジー環 （または、無限次元多様体を考慮したい場合はその完成時に）で計算される。
トッド類 はチャーン類の形式的冪級数として、次のように明示的に与えられる。
td(E) = 1 + c1/2 + (c12+c2)/12 + c1c2/24 + (−c14 + 4c12c2 + c1c3 + 3c22 − c4)/720 + ...
ここでのコホモロジー類ciはEのチャーン類であり、コホモロジー群H2i(X)内に存在する。もしもX が有限次元の場合は、ほとんどの項が消えて td(E) がチャーン類の多項式となる。

## 性質
トッド類は乗法的性質（Multiplicative）を持つ。
{\displaystyle Td^{*}(E\oplus F)=Td^{*}(E)\cdot Td^{*}(F).}
さて{\displaystyle \xi \in H^{2}({\mathbb {C} }P^{n})} を超平面区間の基本類とする。
乗法的性質と {\displaystyle {\mathbb {C} }P^{n}}の接束に対するオイラー系列（Euler exact sequence）から
{\displaystyle 0\to {\mathcal {O}}\to {\mathcal {O}}(1)^{n+1}\to T{\mathbb {C} }P^{n}\to 0,}
これが得られる 。
{\displaystyle Td^{*}(T{\mathbb {C} }P^{n})=\left({\dfrac {\xi }{1-e^{-\xi }}}\right)^{n+1}.}

## ヒルツェブルフ・リーマン・ロッホの定理
詳細は、ヒルツェブルフ・リーマン・ロッホの定理を参照。
ヒルツェブルフ・リーマン・ロッホの定理は、コンパクト]な複素多様体X上の任意の正則ベクトル束Eに対して、層係数コホモロジー内にあるEの正則オイラー標数、すなわち複素ベクトル空間としての次元の交代和を計算するために適用する。
{\displaystyle \chi (F):=\sum _{i=0}^{{\text{dim}}_{\mathbb {C} }M}(-1)^{i}{\text{dim}}_{\mathbb {C} }H^{i}(F),}
この定理は、E のチャーン類と X のトッド類（正しくはX の接ベクトル束のトッド類）からオイラー数 χ(X, E) が導かれることを示している。E のチャーン指標を ch(E) とおき、X のトッド類を td(X) とすると、定理は 以下のように書ける。
{\displaystyle \chi (X,E)=\int _{X}\operatorname {ch} (E)\operatorname {td} (X)}
ここでのtd(X)が、Xの接ベクトル束のトッド類である。
上の公式は、トッド類がある意味で特性類の逆数であるという曖昧な概念を、正確に表したものとなっている。